# 易卜拉欣·伊本·马赫迪
易卜拉欣·伊本·马赫迪（阿拉伯语：‎，779年—839年），是一位阿拔斯王朝的王子、歌手、作曲家和诗人。他是第三任阿拔斯王朝哈里发马赫迪之子，也是诗人和音乐家欧莱娅同父异母的兄弟，以及哈迪和哈伦·拉希德的同父异母弟。他的母亲是一位名为莎克拉（Shakla）的黑人，因此他肤色黝黑。
第四次菲特纳期间，易卜拉欣曾于817年7月20日被巴格达人民宣布为哈里发，并授予他穆巴拉克（阿拉伯语：‎）的君名，而后宣布他的侄子马蒙被废黜。但在两年后被逼退位，以诗人和音乐家的身份度过余生。他被视为“那个时代最有天赋的音乐家之一，拥有非凡的音域”，而且是当时创新的“波斯风格”歌曲的推动者，其特点是多余的即兴创作。